# Бронницька гора
Бро́нницька гора́  — ботанічний заказник місцевого значення. Розташований у селі Бронниця Могилів-Подільського району Вінницької області.
Цінна ділянка природної степової рослинності.
Площа — 21,2 га. Утворений у 1999 р. (Рішення Вінницької обласної ради від 17.12.1999 р.). Перебуває у віданні Бронницької сільської ради.
У 2010 р. увійшов до складу Регіональний ландшафтний парк «Дністер»
Ділянка розташована на схилі південної експозиції крутизною 15°. Ґрунти світло-сірі опідзолені деградовані, змиті з виходом кам'яних утворень на поверхню та сильно розгалуженою яружно-балковою системою. Використовується як пасовище.
З цінних та рідкісних рослин тут зростають горицвіт весняний, сон чорніючий, цмин пісковий, що занесені до Червоної книги України та списку регіонально рідкісних рослин Вінницької області.

## Галерея

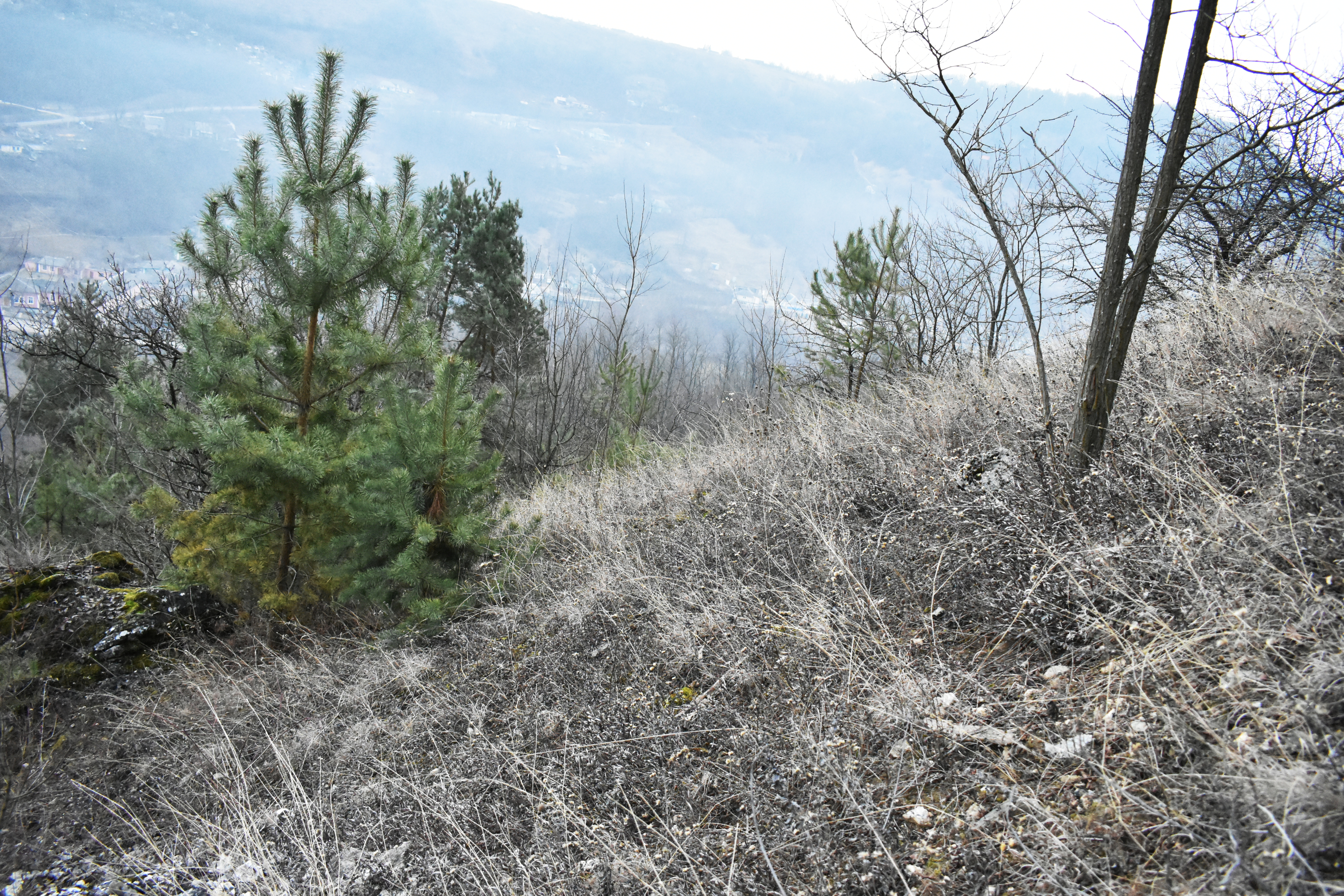
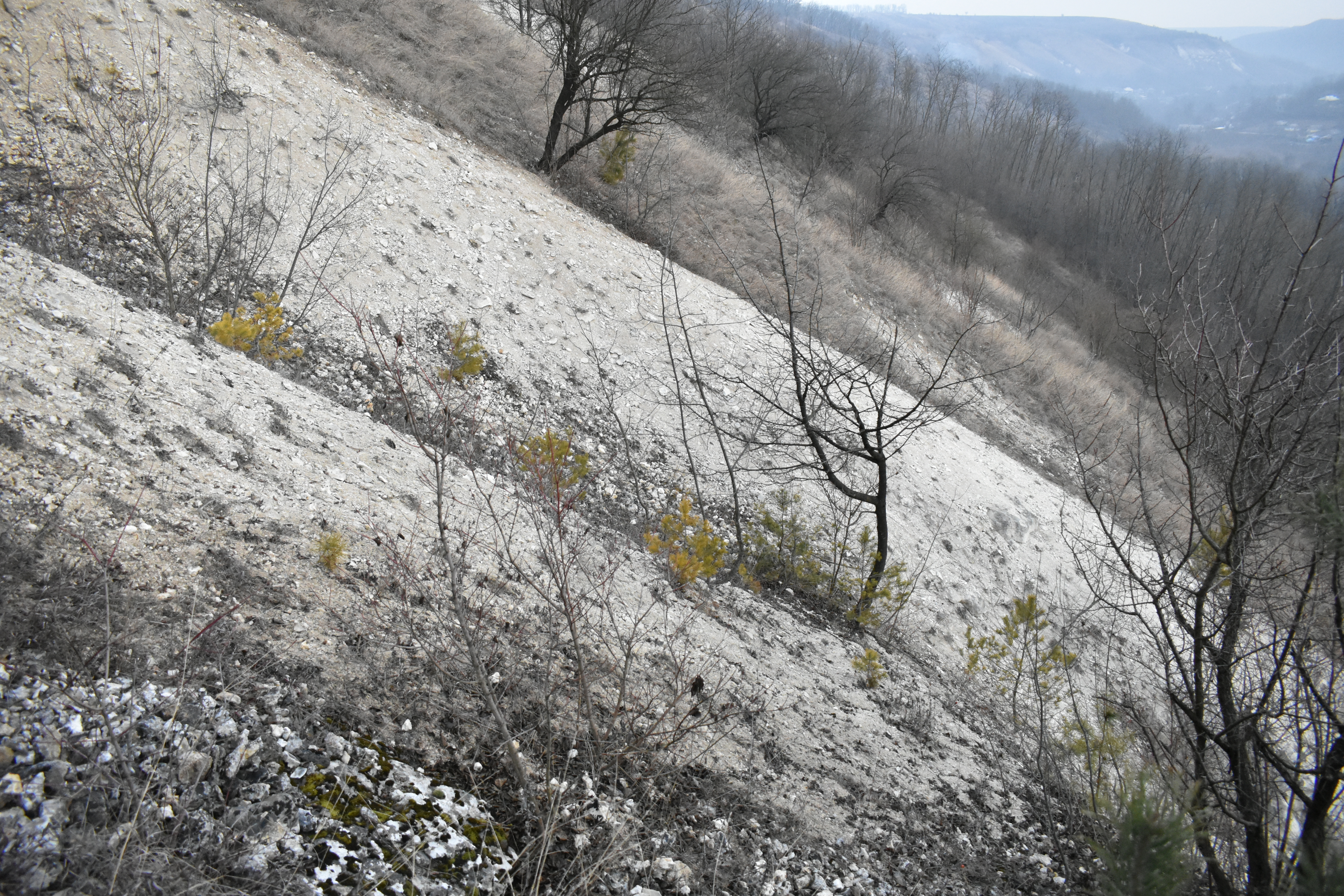
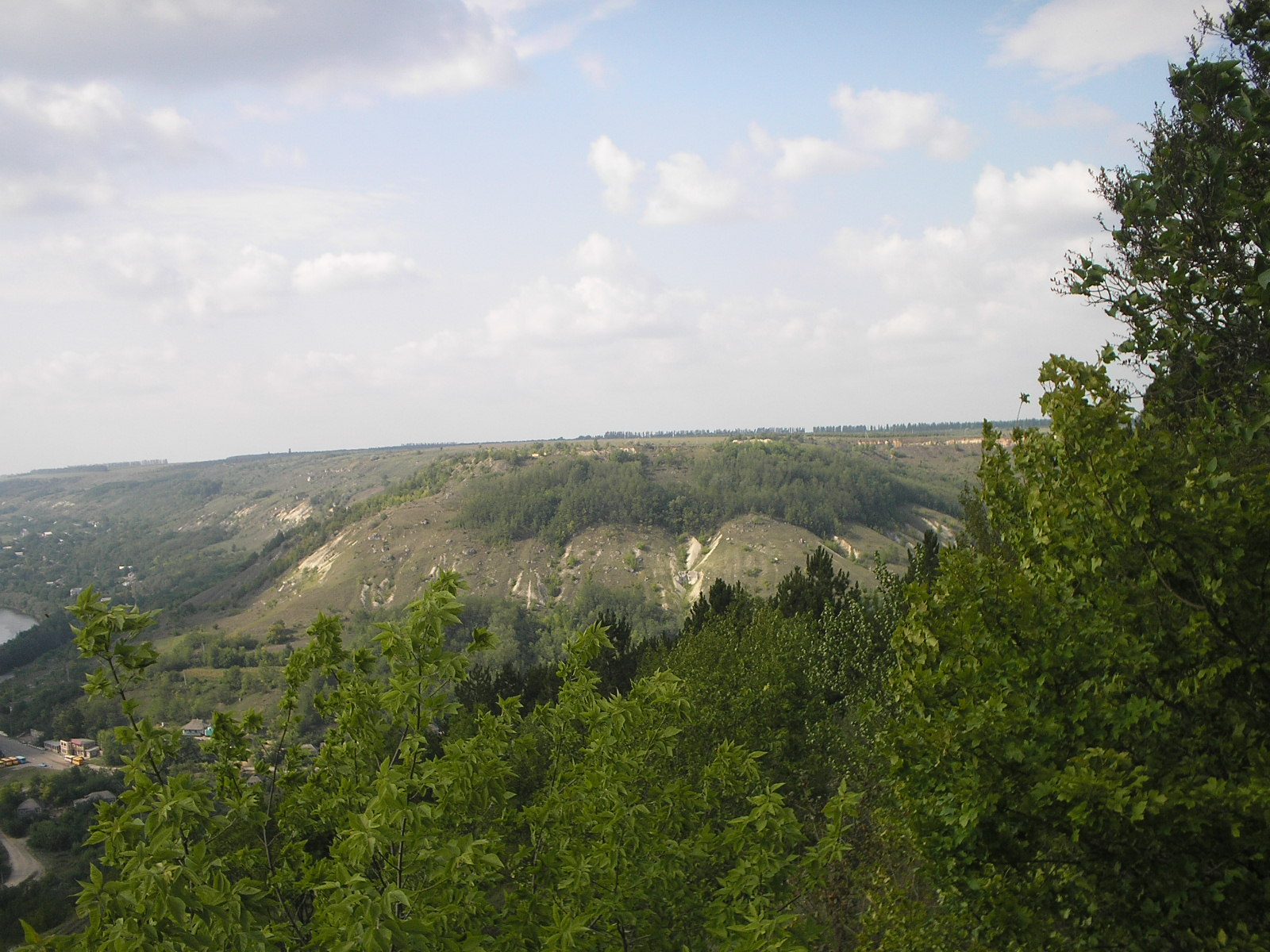